# Kateryna Jusjtjenko-Tjumatjenko
Kateryna Mychajlivna Jusjtjenko-Tjumatjenko (ukrainska: Катерина Миха́йлівна Ющенко-Чумаченко), född Catherine Claire Chumachenko 1 september 1961 i Chicago, Illinois, USA, är hustru till Ukrainas före detta president Viktor Jusjtjenko. 
Jusjtjenko-Tjumatjenko blev ukrainsk medborgare först 31 mars 2005, efter att ha fått kritik för att behålla sitt amerikanska medborgarskap. Ukraina tillåter inte dubbelt medborgarskap.